# Кисляк, Матвей Алексеевич
Матвей Алексеевич Кисляк (род. 26 июля 2005, Старый Оскол, Белгородская область) — российский футболист, полузащитник ЦСКА и сборной России.

## Клубная карьера
Занимался футболом в школе «Чертаново». В ЦСКА — с 14 лет. В январе 2023 года вместе с ещё тремя игроками молодёжной команды был вызван на сборы главной команды в Абу-Даби. В марте заключил долгосрочный контракт с ЦСКА.
За главную команду в официальных матчах дебютировал 26 июля 2023 года в гостевом матче Кубка России против «Оренбурга» (6:0) и забил один из мячей. 24 сентября 2023 года дебютировал в российской премьер-лиге, выйдя на замену на 90-й минуте гостевого матча 9-го тура чемпионата против «Ростова» (3:3).
16 марта 2025 года в матче чемпионата России против «Акрона» (2:1) Кисляк отметился первой результативной передачей за ЦСКА, ассистировав Кириллу Глебову.
14 мая 2025 года забил один из мячей в ворота питерского «Зенита» в FONBET Кубке России «Финал Пути РПЛ», и помог одержать московскому «ЦСКА» победу и выход в Суперфинал Кубка России.
20 мая 2025 года в матче против «Локомотива» (МИР РПЛ) на РЖД Арене забил гол в ворота соперника на 80-й минуте, сравняв счёт (2:2).

## Карьера в сборной
8 и 11 сентября 2023 года сыграл за молодёжную сборную России в товарищеских матчах против Узбекистана (3:3, 2:0), в первой игре отметился забитым мячом.
19 марта 2025 в товарищеском матче против Гренады (5:0) Кисляк, выйдя на замену на 76-й минуте, дебютировал за сборную России.

## Достижения

### Командные
ЦСКА (Москва)
- Бронзовый призёр чемпионата России: 2024/25
- Обладатель Кубка России: 2024/25
- Обладатель Суперкубка России: 2025

### Личные
- В списке 33 лучших футболистов чемпионата России: № 2 — 1 раз: 2024/25

## Статистика

### Клубная
| Выступление      | Выступление      | Выступление      | Чемпионат | Чемпионат | Кубки | Кубки | Итого | Итого |
| Клуб             | Лига             | Сезон            | Игры      | Голы      | Игры  | Голы  | Игры  | Голы  |
| ---------------- | ---------------- | ---------------- | --------- | --------- | ----- | ----- | ----- | ----- |
| ЦСКА (Москва)    | Премьер-лига     | 2023/24          | 3         | 0         | 6     | 1     | 9     | 1     |
| ЦСКА (Москва)    | Премьер-лига     | 2024/25          | 22        | 1         | 11    | 3     | 33    | 4     |
| ЦСКА (Москва)    | Итого            | Итого            | 25        | 1         | 17    | 4     | 42    | 5     |
| Всего за карьеру | Всего за карьеру | Всего за карьеру | 25        | 1         | 17    | 4     | 42    | 5     |

### В сборной
| Матчи Матвея Кисляка за сборную России | Матчи Матвея Кисляка за сборную России | Матчи Матвея Кисляка за сборную России | Матчи Матвея Кисляка за сборную России | Матчи Матвея Кисляка за сборную России | Матчи Матвея Кисляка за сборную России | Матчи Матвея Кисляка за сборную России |
| -------------------------------------- | -------------------------------------- | -------------------------------------- | -------------------------------------- | -------------------------------------- | -------------------------------------- | -------------------------------------- |
| №                                      | Дата                                   | Оппонент                               | Счёт                                   | Голы                                   | Соревнование                           |                                        |
| 1                                      | 19 марта 2025                          | Гренада                                | 5:0                                    | —                                      | Товарищеский матч                      |                                        |
| 2                                      | 25 марта 2025                          | Замбия                                 | 5:0                                    | —                                      | Товарищеский матч                      |                                        |
| 3                                      | 6 июня 2025                            | Нигерия                                | 1:1                                    | —                                      | Товарищеский матч                      |                                        |
| 4                                      | 10 июня 2025                           | Беларусь                               | 4:1                                    | —                                      | Товарищеский матч                      |                                        |

Итого: 4 матча; 3 победы, 1 ничья, 0 поражений.